# Piechowice (stacja kolejowa)
Piechowice – stacja kolejowa w Piechowicach, w województwie dolnośląskim, w Polsce.

## Ruch pasażerski
| Rok  | Wymiana pasażerska na dobę |
| ---- | -------------------------- |
| 2017 | 100-149                    |
| 2022 | 100-149                    |

## Połączenia
- Gdynia
- Jelenia Góra
- Szczecin
- Szklarska Poręba
- Warszawa
- Wrocław